# ジェファーソン・アベニュー駅
ジェファーソン・アベニュー駅（ジェファーソン・アベニューえき、英語：Jefferson Avenue）は、スタテンアイランドのミッドランド・ビーチにあるスタテンアイランド鉄道の駅である。

## 駅構造
| P ホーム階 | 相対式ホーム、右側ドアが開く | 相対式ホーム、右側ドアが開く                                     |
| P ホーム階 | 南行                         | ← トッテンヴィル駅ゆき（グラント・シティ駅） ← 急行列車：通過    |
| P ホーム階 | 北行                         | → セント・ジョージ駅ゆき（ドンガン・ヒルズ駅）→ 急行列車：通過 → |
| P ホーム階 | 相対式ホーム、右側ドアが開く |                                                                  |
| G          | 地上階                       | 出入口                                                           |

2面の相対式ホームがあり、駅舎はない。出口はホームの北東にあり、ジェファーソン・アベニューへ通じる。線路は駅の南で地上に降りる。
1965年まで、駅は道路と同じ高さにあり、警報器が設置されていただけであったが、1960年代中頃、ジェファーソン・アベニューからニュー・ドープまで、道路との平面交差をなくすための工事が行われた。そのため、線路はレイルロード・アベニューと置き換えられ、駅もアダムズ・アベニューに移動された。